# Општина Магура (Бузау)
Магура (рум. Măgura) општина је у Румунији у округу Бузау.
Oпштина се налази на надморској висини од 251 m.